# Керемидесто петльово перо
Керемидестото петльово перо (Gladiolus imbricatus) е вид растение от род Гладиола. Включено е в списъка на лечебните растения съгласно Закона за лечебните растения.
Среща се в Централна и Източна Европа, района около Средиземно море, в Кавказ и Западен Сибир.